# Dekanat dubnieńsko-tałdomski
Dekanat dubnieńsko-tałdomski – jeden z 48 dekanatów eparchii moskiewskiej obwodowej Rosyjskiego Kościoła Prawosławnego. Obejmuje cerkwie położone w rejonie tałdomskim obwodu moskiewskiego. Funkcjonuje w nim sześć cerkwi parafialnych miejskich, osiemnaście cerkwi parafialnych wiejskich, siedem cerkwi filialnych i dwie kaplice.
Funkcję dziekana pełni protojerej Władisław Bobikow.

## Cerkwie w dekanacie[1]
- Cerkiew Objawienia Pańskiego w Bolszym Siemionowskim
- Cerkiew św. Aleksandra Newskiego w Wierbilkach
- Cerkiew św. Jerzego w Wierietjewie
- Cerkiew Objawienia Pańskiego w Glebowie
- Cerkiew św. Pantelejmona w Dubnej

Kaplica św. Daniela w Dubnej
- Cerkiew Smoleńskiej Ikony Matki Bożej w Dubnej

Cerkiew św. Ksenii z Petersburga w Dubnej
- Cerkiew Pochwały Bogurodzicy w Dubnej
- Cerkiew Wszystkich Świętych Ziemi Rosyjskiej w Dubnej

Cerkiew św. Daniela w Dubnej
Cerkiew św. Pantelejmona w Dubnej
- Cerkiew św. Jana Chrzciciela w Dubnej
- Cerkiew Przemienienia Pańskiego w Zaprudni
- Cerkiew św. Sergiusza z Radoneża w Ziatkowie

Cerkiew Świętych Niewiast Niosących Wonności w Ziatkowie
- Cerkiew Przemienienia Pańskiego w Kwaszonkach
- Cerkiew Kazańskiej Ikony Matki Bożej w Nikoło-Kropotkach
- Cerkiew św. Jana Chrzciciela w Nowo-Guslewie
- Cerkiew Podwyższenia Krzyża Pańskiego w Nowo-Nikolskim

Cerkiew Trójcy Świętej w Nowo-Nikolskim
- Cerkiew Opieki Matki Bożej w Rastowcach
- Cerkiew Ikony Matki Bożej „Ihumenia Góry Atos” w Siewiernym
- Cerkiew Przemienienia Pańskiego w Spasie-Ugolie

Kaplica Korsuńskiej Ikony Matki Bożej w Spasie-Ugolie
- Cerkiew Zwiastowania Matki Bożej w Stankach
- Cerkiew Zmartwychwstania Pańskiego w Starej Chotczy
- Cerkiew Kazańskiej Ikony Matki Bożej w Starikowie-Ziatkowie
- Cerkiew św. Mikołaja w Suszczewie

Cerkiew Zwiastowania Matki Bożej w Suszczewie
- Cerkiew św. Michała Archanioła w Tałdomie

Cerkiew Ikony Matki Bożej „Wszystkich Strapionych Radość” w Tałdomie
- Cerkiew Trójcy Świętej w Troice-Wiaznikach